# Edward Benlowes
Edward Benlowes, né le 12 juillet 1603 – mort le 18 décembre 1676, est un poète anglais.

## Biographie
Fils d'Andrew Benlowes de Brent Hall dans le comté d'Essex, il s'inscrit au St Johns College de l'université de Cambridge le 8 avril 1620.
Après avoir quitté l'université, il voyage sur le continent accompagné d'un tuteur et visite sept cours princières. Wood dit qu'il revient teinté de romanisme mais selon Cole, il a été élevé dans la religion catholique romaine dès ses premières années. À la mort de son père, il entre en possession de la succession de Brent hall mais étant un homme d'une disposition très dispendieuse, il s'arrange pour en gaspiller l'essentiel avec des poètes, des adulateurs (qu'il aimait), dans l'achat de curiosités (dont certaines appelées babioles), avec des musiciens, bouffons, & c. (Wood). Il donne souvent son aval pour le paiement de dettes contractées par ses amis et à une occasion, incapable de répondre à l'obligation qu'il a contractée, est condamné à la prison à Oxford. Pour le mariage de sa nièce, il fait don d'une belle trousse et de nombreux pauvres étudiants bénéficient de sa générosité. Lorsqu'il quitte Cambridge, il fait don de précieux livres au collège St-Jean.
Parmi ses amis se trouvent beaucoup d'hommes distingués. En 1638, Phineas Fletcher lui dédicace son The Purple Island. Sir William Davenant, Francis Quarles, Payne Fisher et d'autres lui dédicacent des œuvres ou le complimentent dans des épigrammes
Benlowes passe les huit dernières années de sa vie à Oxford où il étudie beaucoup dans la bibliothèque bodléienne et profite de conversations avec les beaux-esprits. Il meurt après être sorti dans le froid le soir du 18 décembre 1676.

## Œuvres
L’œuvre principale de Benlowes est intitulée Theophila, or Love's Sacrifice, a divine poem. Written by E. B. Esq. Several parts thereof set to fit aires, by Mr. J. Jenkins, 1652, fol.
Le poème est divisé en treize chants dont la plupart sont précédés de grandes gravures de Hollar et autres. En introduction au premier chant intitulé Prelibation to the Sacrifice, se trouve une gravure d'un portrait de grande taille (probablement l'auteur) assis à une table de travail. Le volume est apprécié plus pour la gravure que pour le texte mais le lecteur qui n'est pas consterné par les vanités et extravagances de l'auteur sera récompensé par la découverte de passages de l'auteur où la subtilité de la pensée est jointe à la félicité de la diction. Des écrivains qui l'ont suivi ont été extrêmement sévères à propos de la poésie de Benlowes.